# Rapunzel - Prima del sì
Rapunzel - Prima del sì (Tangled: Before Ever After) è un film per la televisione fantasy musicale statunitense del 2017 di animazione digitale in 2D prodotto dalla Disney Television Animation, presentato in anteprima su Disney Channel come film originale di Disney Channel il 3 giugno 2015 durante la prima TV originale di The Swap. Diretto da Tom Caulfield e Stephen Sandoval distribuito da Walt Disney Pictures. Il film, situato dopo il Classico Disney Rapunzel - L'intreccio della torre è stato trasmesso il 10 marzo 2017 negli Stati Uniti su Disney Channel e funge da antefatto alla serie animata Rapunzel - La serie spiegando il motivo per il quale i capelli di Rapunzel siano tornati ad essere biondi e lunghi e con poteri magici.
In Italia un'anteprima del film è stata mostrata il 16 luglio 2017 al Giffoni Film Festival e il 30 settembre su Disney Channel. Il film è stato trasmesso su Disney Channel il 20 ottobre 2017 ed in chiaro su Rai Yoyo il 12 maggio 2018. In seguito viene riproposto da Rai Gulp nell'autunno 2019.

## Trama
Dopo sei mesi dalla fine del film originale, la giovane Rapunzel si è ricongiunta con i suoi genitori, i sovrani del regno di Corona. Nonostante abbia tutto ciò che si può desiderare, le manca l'unica cosa di cui sente davvero il bisogno: la libertà.
Ormai mancano pochi giorni alla sua incoronazione come principessa e ciò le causa forti pressioni sia da parte del promesso sposo Eugene, sia da parte del padre che, rimasto traumatizzato dal passato, vuole fare di tutto per proteggere la figlia. Dopo aver rimandato la proposta di matrimonio di Eugene, Rapunzel, accompagnata dalla sua amica e confidente Cassandra, fugge nella notte e arriva alla radura dove nacque il fiore dorato; lì magicamente i capelli della ragazza ricrescono dopo aver toccato la roccia incantata con inciso il fiore. Stavolta però, i capelli sono indistruttibili e nulla può tagliarli. Le ragazze, tornate alla reggia il mattino seguente, devono escogitare uno stratagemma per nascondere a tutti della ricrescita della chioma e ci riescono tramite una parrucca, ma il tentativo dura fino al momento dell'incoronazione, quando fa irruzione nella sala del trono la terribile Lady Caine, che ha covato a lungo il suo odio verso la principessa.
Rapunzel però non si scoraggia e, rivelando i suoi capelli, inizia a combattere contro la nemica di turno, sconfiggendola. Dopo che tutto si è risolto con l'arresto di Lady Caine e i suoi sgherri, il re, furioso con la figlia per essere fuggita, ordina di tenerla imprigionata nel palazzo. La ragazza trova la sua forza interiore tramite la frase scritta in francese sul diario che la madre le ha regalato: Plus est en vous (C'è molto di più in te), rendendosi conto che dentro di sé sarà sempre libera.

## Doppiaggio
| Nome del personaggio   | Doppiatore originale     | Doppiatore italiano                                  |
| ---------------------- | ------------------------ | ---------------------------------------------------- |
| Rapunzel               | Mandy Moore              | Federica De Bortoli (parlato) Ilaria De Rosa (canto) |
| Eugene                 | Zachary Levi             | Nanni Baldini                                        |
| Cassandra              | Eden Espinosa            | Stella Musy                                          |
| Re Frederic            | Clancy Brown             | Alessandro Rossi                                     |
| Regina Arianna         | Julie Bowen              | Giò Giò Rapattoni                                    |
| Lady Caine             | Laura Benanti            | Laura Lenghi                                         |
| Nasone                 | Jeffrey Tambor           | Carlo Scipioni                                       |
| Capitano delle guardie | M. C. Gainey             | Gerolamo Alchieri                                    |
| Pete                   | Sean Hayes               | Dimitri Winter                                       |
| Stan                   | Diedrich Bader           | Mauro Magliozzi                                      |
| Pocket                 | Jess Harnell             | Alberto Bognanni                                     |
| Otter                  | Kevin Michael Richardson | ?                                                    |
| Cardinale              | Alan Dale                | Ambrogio Colombo                                     |
| Attila Buckethead      | Steve Blum               | ?                                                    |

## Colonna sonora
Il film presenta due nuove canzoni scritte da Alan Menken e Glenn Slater intitolate rispettivamente Life After Happily Ever After e Wind in My Hair, quest'ultima utilizzata come sigla iniziale di Rapunzel: La serie. Nella versione italiana le canzoni sono state riadattate con il titolo "Felici Per Sempre" e "Il Vento Tra I Capelli".